# Juvigny (Aisne)
Juvigny település Franciaországban, Aisne megyében. Lakosainak száma 286 fő (2022. január 1.). Juvigny Bagneux, Bieuxy, Chavigny, Crécy-au-Mont, Leuilly-sous-Coucy, Leury, Terny-Sorny és Vauxrezis községekkel határos.

## Népesség
A település népességének változása:
| Lakosok száma | 350  | 298  | 283  | 291  | 288  | 278  | 277  | 284  | 281  | 286  |
|               | 1968 | 1982 | 1990 | 2006 | 2013 | 2015 | 2017 | 2019 | 2020 | 2022 |